# 제니퍼 보이스코
제니퍼 바튼 보이스코(Jennifer Barton Boysko, 1966년 11월 16일 ~ )는 미국의 정치인이다.

## 학력
- 홀린스 대학교 인문사회 학사

## 경력
- 2016.01 ~ 2019.01 제159·160대 버지니아주 제86선거구 하원의원
- 2019.01 ~ 2024.01 제160·161·162대 버지니아주 제33선거구 상원의원
- 2024.01 ~ 제163대 버지니아주 제38선거구 상원의원

## 역대 선거 결과
| 선거명        | 직책명                         | 대수  | 정당   | 득표율 | 득표수   | 결과 | 당락                 |
| ------------- | ------------------------------ | ----- | ------ | ------ | -------- | ---- | -------------------- |
| 2013년 선거   | 하원의원 (버지니아 제86선거구) | 158대 | 민주당 | 49.75% | 10,335표 | 2위  | 낙선                 |
| 2015년 선거   | 하원의원 (버지니아 제86선거구) | 159대 | 민주당 | 54.46% | 8,283표  | 1위  | 버지니아 주의원 당선 |
| 2017년 선거   | 하원의원 (버지니아 제86선거구) | 160대 | 민주당 | 68.52% | 16,865표 | 1위  | 버지니아 주의원 당선 |
| 2019년 재선거 | 상원의원 (버지니아 제33부)     | 160대 | 민주당 | 69.77% | 14,779표 | 1위  | 버지니아 주의원 당선 |
| 2019년 선거   | 상원의원 (버지니아 제33부)     | 161대 | 민주당 | 64.90% | 34,517표 | 1위  | 버지니아 주의원 당선 |
| 2023년 선거   | 상원의원 (버지니아 제38부)     | 163대 | 민주당 | 68.46% | 47,623표 | 1위  | 버지니아 주의원 당선 |

## 참고 자료
- 위키미디어 공용에 제니퍼 보이스코 관련 미디어 분류가 있습니다.